# 세르히오 산체스
세르히오 산체스 오르테가(Sergio Sánchez Ortega, 1986년 4월 3일 ~ )는 스페인의 전 축구 선수이다. 그는 2004년 RCD 에스파뇰 입단으로 데뷔하였다.